# Eremit (Käfer)
Der Eremit (Osmoderma eremita) ist ein Käfer aus der Unterfamilie der Rosenkäfer (Cetoniinae), er wird auch Juchtenkäfer genannt. Das seltene und unauffällig lebende Insekt ist im Anhang II und IV der FFH-Richtlinie, einer Naturschutz-Richtlinie der Europäischen Union, aufgeführt und dort als prioritäre Art eingestuft, für deren Art der Gemeinschaft … besondere Verantwortung zukommt.
Der Gattungsname Osmoderma von altgriechisch οσμή osmē, deutsch ‚Geruch‘, u. δέρμα dérma, deutsch ‚Haut‘ bezieht sich auf den intensiven Duft, der den Käfer umgibt. Der Artname eremita (lateinisch eremīta ‚Einsiedler‘) spielt darauf an, dass die Art in Baumhöhlen lebt. Die Gattung Osmoderma umfasst nach aktueller Auffassung (Stand: 2022) etwa 14 Arten (im aktuellen Katalog von Löbl und Smetana 2006 werden 12 Arten anerkannt), von denen fünf in Europa vorkommen. Die Abgrenzung und Namensgebung der Arten war bis in jüngerer Zeit umstritten, so dass alle fünf europäischen Arten, die zum Zeitpunkt der Unterschutzstellung noch als eine Art galten, dem europäischen Artenschutz unterliegen. Die neu unterschiedenen Arten der Osmoderma eremita-Artengruppe werden mit Ausnahme des Eremiten nicht aus Mitteleuropa angegeben, sie kommen aber im europäischen Mittelmeerraum und in Osteuropa vor (eine weitere Art lebt im georgischen Kaukasus). Möglicherweise kommt aber Osmoderma barnabita tatsächlich weit verbreitet im östlichen Deutschland vor und viele bisherige Angaben beziehen sich in Wirklichkeit auf diese Art.

## Merkmale

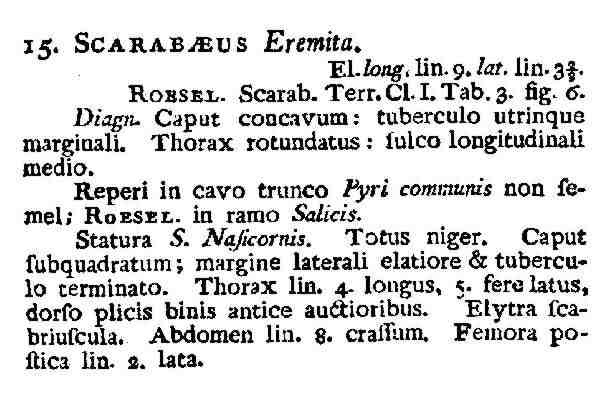
Mit diesem lateinischen Text erfolgte die Erstbeschreibung des Eremiten durch den Tiroler Naturforscher Giovanni Antonio Scopoli 1763. Er fand ihn in einer Höhle eines Birnbaums.

Der von den Mai- und Mistkäfern bekannte Fühlerbau, die kräftigen Grabbeine und die als Engerlinge bekannte Form der Larven weisen den Eremiten als Mitglied der Überfamilie Scarabaeoidea aus.
Der Käfer misst 23 bis 39 Millimeter in der Länge und 14 bis 19 Millimeter in der Breite, ist am ganzen Körper unauffällig glänzend braunschwarz gefärbt und hat einen schwachen Metallschimmer. Kopf, Thorax und Flügeldecken sind verworren punktiert und teilweise gerunzelt.
Der Kopfschild ist vorne verbreitert und aufgeworfen (Abb. 1), dann verjüngt er sich zur Einlenkungsstelle der Fühler hin. Über dieser Einlenkungsstelle ist er ebenfalls aufgeworfen und bildet dort einen Höcker. Hinter den Fühlern, wo sich die halbkugeligen großen Facettenaugen befinden, ist der Kopfschild am breitesten. Ein Steg des Kopfschildes randet die Augen aus (Abb. 3). Die nach vorn gerichteten kleinen Oberkiefer sind von oben gesehen nicht sichtbar.
Die zehngliedrigen Fühler sind kurz und plump. Das erste Fühlerglied ist kräftig, lang und keulenförmig und lang behaart (Abb. 3). Das zweite Fühlerglied ist deutlich kleiner und knollig. Die folgenden Fühlerglieder 3 bis 7 sind nochmals kleiner, schließen eng aneinander an und verdicken sich als Einheit zur Fühlerkeule hin leicht. Die Fühlerkeule wird von den letzten drei Fühlergliedern gebildet. Das vorletzte Glied ist zu einer flachovalen Scheibe nach vorn verlängert, die beiden Nachbarglieder schließen sich eng an und ergänzen die Scheibe zu einer Spindel. Ihre drei Teile, die so genannten Blätter der Fühlerkeule, lassen sich jedoch gegeneinander spreizen und sind Sitz der Geruchsorgane. Die Fühlerkeule ist dunkel glänzend und nur von wenigen langen Haaren bewachsen.
Der Halsschild (Abb. 1) ist am Kopf nur wenig breiter als dieser, verbreitert sich dann nach außen gekrümmt (konvex) schnell bis auf etwa doppelte Breite, die er noch vor der Mitte erreicht. Bis zu seiner Basis verjüngt er sich geradlinig und nur wenig. An der Basis schwingt der Brustschild fast über die ganze Breite leicht nach außen, nur kurz vor den deutlich ausgebildeten Hinterecken des Brustschildes wenig nach innen. Er ist nur leicht gewölbt und an den Seiten gerandet. In der Mitte trägt er eine Längsfurche, die auf beiden Seiten von einem Wulst begrenzt ist. Furche und Wülste sind – wie auch die Höcker auf dem Kopfschild – bei den Männchen deutlicher ausgebildet als bei den Weibchen (Geschlechtsdimorphismus, Abb. 1 und 2). Beiderseits der Wülste liegen vorne noch zwei schwache Höcker.
|                                                                                          |                                                                                          |                                                                                          |                                                                                            |                                                                                            |                                                                                            |
| Abb. 1: Männchen: deutliche Höcker über den Fühlern, markante Wülste auf dem Brustschild | Abb. 1: Männchen: deutliche Höcker über den Fühlern, markante Wülste auf dem Brustschild | Abb. 1: Männchen: deutliche Höcker über den Fühlern, markante Wülste auf dem Brustschild | Abb. 2: Weibchen: Höcker auf dem Kopf und Wülste und Vertie- fung des Brustschilds flacher | Abb. 2: Weibchen: Höcker auf dem Kopf und Wülste und Vertie- fung des Brustschilds flacher | Abb. 2: Weibchen: Höcker auf dem Kopf und Wülste und Vertie- fung des Brustschilds flacher |
|                                                                                          |                                                                                          |                                                                                          |                                                                                            |                                                                                            |                                                                                            |
| Abb. 3: zehngliedrige Fühler mit dreiblättriger Keule Auge durch Steg ausgerandet        | Abb. 3: zehngliedrige Fühler mit dreiblättriger Keule Auge durch Steg ausgerandet        | Abb. 3: zehngliedrige Fühler mit dreiblättriger Keule Auge durch Steg ausgerandet        | Abb. 4: Aufsicht Schiene des Vorderbeins (Ausbildung als Grabbein)                         | Abb. 4: Aufsicht Schiene des Vorderbeins (Ausbildung als Grabbein)                         | Abb. 4: Aufsicht Schiene des Vorderbeins (Ausbildung als Grabbein)                         |
|                                                                                          |                                                                                          |                                                                                          |                                                                                            |                                                                                            |                                                                                            |
| Abb. 5: Lage der Stigmen am Hinterleib (weiße Pfeilspitze)                               | Abb. 5: Lage der Stigmen am Hinterleib (weiße Pfeilspitze)                               | Abb. 5: Lage der Stigmen am Hinterleib (weiße Pfeilspitze)                               | Abb. 6: Schiene des Hinter- beins von unten                                                | Abb. 6: Schiene des Hinter- beins von unten                                                | Abb. 6: Schiene des Hinter- beins von unten                                                |
|                                                                                          |                                                                                          |                                                                                          |                                                                                            |                                                                                            |                                                                                            |
| Abb. 7: ein- und zwei- jährige Larven                                                    | Abb. 7: ein- und zwei- jährige Larven                                                    | Abb. 8: Larve des letz- ten Stadiums                                                     | Abb. 8: Larve des letz- ten Stadiums                                                       | Abb. 9: Kot auf Milli- meterpapier                                                         | Abb. 9: Kot auf Milli- meterpapier                                                         |

Die Flügeldecken sind gemeinsam etwa 1,5-mal so breit wie die Basis des Halsschildes. Sie haben deutlich ausgebildete Schultern und sind auch hinten außen ausgebeult. Diese Ausweitungen erfolgen jedoch nur seitlich, sodass die Flügeldecken oben flach sind. Ein Teil der Hinterleibes bleibt seitlich und hinten unbedeckt. Zwischen den Flügeldecken an deren Basis wird das ungewöhnlich große Schildchen (Scutellum) sichtbar. Es ist lang zugespitzt, dreieckig und hat eine seichte Mittelfurche.
Bei den Beinen sind Hüfte (Coxa), Schenkel (Femur) und Schiene (Tibia) kräftig, die Schienen mit Zähnen und Dornen versehen. Die Tarsen, die alle deutlich fünfgliedrig sind, wirken dagegen zierlich. Die Mittel- und Hinterschienen (Abb. 6) verdicken sich nach hinten, am Ende sind sie abrupt abgeschnitten und der scharfe Rand ist zu Zacken ausgezogen. Die Vorderschienen haben auf der Außenseite drei abgeflachte Zähne, die beim Graben als Schaufeln dienen (Abb. 4). Etwa gegenüber dem Endzahn an der Spitze der Vorderschienen liegt ein kräftiger Dorn. Mittel- und Hinterschienen besitzen nahe der Einlenkung der Tarsen zwei einander genäherte kräftige Dornen, am Außenrand können sie ebenfalls Zähne besitzen, die spitz, aber auch zurückgebildet sein können (Abb. 6).
Von unten sind sechs Bauchsegmente sichtbar. Die Vorderhüften sind walzenförmig und ragen parallel zueinander zapfenförmig aus der Vorderbrust. Die Mittelhüften liegen etwa rechtwinklig zur Körperachse. Die Hinterhüften berühren sich beinahe. Die Stigmen des Hinterleibs liegen nicht zwischen Tergit und Sternit, sondern in den sklerotisierten und seitlich hochgezogenen Sterniten (Abb. 5).

## Biologie
Die Käfer leben in Baumhöhlen, die sie oft ihr ganzes Leben lang nicht verlassen. Ihre Anwesenheit ist mit einem Duft verknüpft, der von den Männchen als Sexuallockstoff produziert wird. Er wird mit „wie Juchtenleder“ oder „nach Aprikose duftend“ umschrieben.
Die Männchen posieren an heißen Tagen in den Höhlenöffnungen. Dabei geben sie den charakteristischen Lockstoff ab, der 500 bis 1000 Meter weit wirksam sein soll. Die Paarung erfolgt in der Höhle.
Die Weibchen legen 20 bis 80 Eier in den unter Mitwirkung von Braun- oder Weißfäule erzeugenden Großpilzen entstandenen Mulm der Bäume, der als Schwarzer Mull bezeichnet wird. Die Eier sind anfänglich trübweiß, dann werden sie gelblich, wobei sie ihre Größe verdoppeln und bis zu fünf Millimeter Durchmesser erreichen. Im ersten Larvenstadium ist die Larve sechs Millimeter lang. Sie lebt in den tieferen, feuchten Schichten der Höhle und frisst den Mull nahe der Höhlenwand, wodurch sie die Höhle vergrößert. Sie verzehrt dabei auch das Mycel des Pilzes, von dem der Baum befallen ist, und verbessert so möglicherweise dessen Lebensbedingungen.
Die Larve (Abb. 7 und 8) benötigt für ihre Entwicklung in Mitteleuropa drei bis vier Jahre. In ihrem dritten (letzten) Stadium erreichen die Larven eine Länge von bis zu 7,5 Zentimetern und wiegen ca. 12 Gramm. Gegen Ende der Entwicklung verkleben sie im Herbst Mulm und Kotpellets zu einer nur innen ausgeglätteten Puppenwiege. Die Exkremente (Abb. 9) sind bis zu sieben Millimeter lang, kleinere gleichgeformte Kotstückchen stammen von anderen Rosenkäferarten, die mit dem Eremit vergesellschaftet leben können. Die Überwinterung erfolgt als Vorpuppe, die eine Abkühlung bis auf −8 °C ertragen kann. Nach der Verpuppung im April/Mai schlüpft die Imago im Mai/Juni und bricht die harte Puppenwiege auf (Bilder von Larven, Puppenwiege und Kot).
Abhängig von der Anzahl der Tiere und dem Angebot an Mulm verbleiben die geschlüpften Käfer in der Höhle oder verlassen diese, was allerdings nur bei etwa 15 % der Tiere eintritt. Es können bei genügendem Angebot an Mulm mehrere Hundert Tiere den Brutbaum bevölkern. Bei hoher Populationsdichte wandern Tiere ab, auch Kannibalismus bei den Larven wird genannt. Die Käfer befinden sich in der Höhle im oder auf dem Mull. Ihre Aktivität erstreckt sich von morgens bis in die Nacht, vorzugsweise sind sie am Nachmittag und gegen Abend aktiv. Obwohl es etwa gleich viele Männchen wie Weibchen gibt, trifft man Letztere häufiger außerhalb der Höhle an.
Flugaktiv werden die Tiere erst an Tagen, an denen 25 °C, nach anderen Quellen 28 °C, überschritten werden. Unterschiede im Aktivitätsmuster sind jedoch innerhalb des Verbreitungsgebietes zu erwarten. Man kann die Käfer dann nicht nur um die Öffnung der Bruthöhle, sondern auch auf Blüten antreffen. Sie entfernen sich dabei gewöhnlich nur bis zu 200 Meter vom Brutbaum. Als maximale Flugdistanz werden ein bis zwei Kilometer angegeben, was wohl nur bei notwendiger Suche eines neuen Brutbaums geleistet wird. Sie fliegen von Mai bis August, hauptsächlich aber im Juli. Die Männchen leben nur zwei bis drei Wochen, die Weibchen bis zu drei Monate lang. Eine Nahrungsaufnahme erfolgt dabei nur in Ausnahmefällen.

## Biotop und Verbreitung
Alle geeigneten Höhlen in Laubbäumen werden angenommen, dabei ist die Menge des verfügbaren Mulms wichtiger als die Art des Brutbaums. Auch eingeführte Baumarten und selbst Nadelbäume wie die Eibe und in Griechenland die Griechische Tanne (Abies cephalonica) werden als Brutbäume gemeldet. Bevorzugt werden Höhlen mit über 50 Litern Mulm, die eine genügend hohe Feuchtigkeit aufweisen müssen, aber nicht zu nass (schmierige Konsistenz) sein dürfen. Höhlen bildende Laubholzarten wie z. B. die Eiche oder im Süden die Platane sind besonders häufig Brutbäume. Die Tiere wählen gern Höhlen in größerer Höhe, als Richtgröße werden 6 bis 12 Meter angegeben. Bricht ein Baum zusammen und gelangt die Bruthöhle so in Bodennähe, wird Osmoderma schnell durch andere Tierarten (Schnellkäfer, Regenwürmer, Nashornkäfer) verdrängt. Für solche Höhlen müssen die Bäume eine gewisse Dicke und ein gewisses Alter erreicht haben. Als Baumalter wird 150 bis 200 Jahre angegeben, als Stammdurchmesser 50 bis 100 Zentimeter. Diese Angaben sind sicher durch das vorhandene Baummaterial beeinflusst. In Griechenland findet man den Käfer gern in alten Platanen mit deutlich größerem Stammdurchmesser. Andererseits werden auch dünnere Brutbäume gemeldet.
Ein guter Brutbaum kann jahrzehntelang bewohnt werden, vielleicht sogar über hundert Jahre lang. Man bezeichnet die Käfer eines Baumes als Population, die Käfer in einem zusammenhängenden Verbreitungsgebiet als Metapopulation. Da die starken Schwankungen in den Populationen nicht synchron zueinander auftreten, wirken sie sich in den Metapopulationen gewöhnlich nicht aus.
Die primären Lebensräume des Käfers sind Auwaldreste (Hart- und Weichholzaue) sowie Eichen- und Eichen-Hainbuchenwälder. Es ist anzunehmen, dass entsprechend der Ausdehnung dieser Auwälder das Tier ursprünglich in ganz Mitteleuropa in tieferen und mittleren Höhenlagen überall verbreitet war. Durch den Einfluss des Menschen wurden diese Lebensräume umgewandelt und zerschnitten, so dass der Käfer als Sekundärbiotope Friedhöfe, Parks, Alleen, Obstgärten usw. bezog, die in seinem ursprünglichen Ausbreitungsgebiet entstanden sind. Die heute bekannten Fundorte sind isoliert, der Eremit ist ein Urwaldrelikt. Dank des Interesses an diesem Käfer auf europäischer Ebene sind sie gut dokumentiert.
Die Gattung Osmoderma kommt in Europa, Vorder- und Ostasien sowie im Osten von Nordamerika, die Art O. eremita nur in Europa vor. Sie tritt nur stellenweise und nicht häufig auf mit Verbreitungsschwerpunkten in Schweden und Spanien. In Deutschland ist der Käfer selten, jedoch noch überall verbreitet. Das Gleiche gilt für Österreich. In der Schweiz wird er nur noch in der Gegend von Solothurn, in Finnland nahe Turku gefunden. Das Schwinden seines Lebensraums kann zum lokalen Erlöschen derzeitiger Vorkommen führen. Europaweit wurden (von 1990 bis 2005) lediglich 919 Fundorte gemeldet.

## Gefährdung und Schutz
In Eulen-Gewöllen wurden Skelettreste von Osmoderma gefunden; vermutlich wird das Insekt auch von anderen Tieren gefressen. Auch der Befall durch eine Nematodenart verläuft für den Juchtenkäfer tödlich. Untersuchungen weisen eindeutig darauf hin, dass der Bestandsrückgang des Insekts anthropogen (menschengemacht) ist.
Unter anderem entziehen Sanierungsmaßnahmen in Parkanlagen und die Verdrängung naturnaher Wälder durch Wirtschaftswald dem Tier Lebensgrundlagen.
Osmoderma ist in fast allen Ländern durch Landes- und Bundesgesetze und auf europäischer Ebene durch die FFH-Richtlinie und die Berner Konvention geschützt. In der Roten Liste gefährdeter Tiere Deutschlands wird die Art als 2 (stark gefährdet) gelistet. Dabei wurde erkannt, dass der Eremit stellvertretend für viele Xylobionten, insbesondere für saproxylophage Arten ist (Schirmart); mit seinem Monitoring werden gleichzeitig jene erfasst und mit seinem Schutz auch der Lebensraum jener gesichert. Die Exkremente sind relativ leicht nachzuweisen, die Bruthöhlen gelten als oft nicht leicht zugänglich, insbesondere wenn sie sich in großer Höhe befinden. Außerdem können sie von erloschenen Populationen stammen. Weiterhin empfiehlt die Richtlinie, umgestürzte, zusammengebrochene und gefällte Bäume ausführlich zu inspizieren, Eulengewölle nach Resten des Käfers zu durchsuchen und an heißen Sommertagen die Höhlenöffnungen mit dem Fernglas abzusuchen.
Laut der FFH-Richtlinie sind Gebiete, in denen das Tier vorkommt, als Schutzgebiet auszuweisen. Insbesondere sind die Brutbäume zu schützen. Da jedoch der Erhalt der Gesamtpopulation umso besser gewährleistet ist, je mehr geeignete Brutbäume zur Verfügung stehen, müssten auch nicht besiedelte Bäume mit Höhlen, sogar schon Bäume mit Faulstellen als mögliche künftige Brutbäume geschützt werden. Daraus ergeben sich häufig Widersprüche zu anderen gesetzlichen Vorschriften, etwa der Wegesicherung oder der Verkehrssicherungspflicht. Für den Erhalt von Altbäumen müssten gegebenenfalls Wanderwege umgeleitet werden. Gesundschneiden solle Vorrang gegenüber dem Fällen haben. Larven aus gefällten Bäumen sollten in andere Brutbäume umgesetzt werden. Durch geeignete Maßnahmen müssten auch zukünftige Brutbäume eingeplant werden und die Gebiete für Metapopulationen möglichst vergrößert werden.
Wegen der Wärmeliebe der Käfer wird als weitere Maßnahme das Freistellen von Brutbäumen genannt, doch solle dies behutsam erfolgen und darauf geachtet werden, dass die Höhle dabei nicht austrocknet. In toten Bäumen kann die Entwicklung noch abgeschlossen werden, aber neue Generationen können dort nicht mehr überleben.
Im Rahmen der politischen Auseinandersetzungen um den Neubau des Stuttgarter Hauptbahnhofs („Stuttgart 21“) erlangte der Juchtenkäfer seit Herbst 2010 öffentliche Aufmerksamkeit und Bekanntheit. Von den Baumfällarbeiten im Mittleren Schlossgarten waren auch Brutbäume des Juchtenkäfers betroffen. Nachdem die Deutsche Bahn durch Erhalt der Brutbäume die Artenschutzauflagen erfüllt hatte, hob das Eisenbahn-Bundesamt Ende Januar 2012 das bis dahin geltende generelle Fällverbot für die restlichen Bäume auf. Im nahe gelegenen Rosensteinpark, einem Flora-Fauna-Habitat (FFH), erhielt die Deutsche Bahn im Oktober 2013 für sieben sog. Juchtenkäfer-Verdachtsbäume ebenfalls keine Fällgenehmigung. Die aufgrund des Vorkommens in einem FFH erforderliche Stellungnahme der EU-Kommission traf im Februar 2018 ein, woraufhin das Eisenbahn-Bundesamt umgehend eine Genehmigung erteilte und das Gebiet gerodet wurde.